# إدوارد ك. جيل
إدوارد ك. جيل (بالإنجليزية: Edward Kent Gill)‏ هو سياسي أمريكي، ولد في 14 نوفمبر 1917، وتوفي في 9 فبراير 1985. حزبياً، نشط في الحزب الجمهوري. وقد انتخب عضو جمعية نيوجيرسي العامة.